# Полтавський поштамт
Полтавський поштамт (Полтавський будинок зв'язку) — головне підприємство зв'язку Полтави. Поштамт розташований у південному секторі Круглої площі між вулицями 1100-річчя Полтави і В'ячеслава Чорновола (вулиця Соборності, 33). Споруджений у 1953—1958 роках у неокласицистичних архітектурних формах.

## З історії полтавської пошти
На початку XVIII сторіччя в Російській імперії почали відкриватися перші поштові контори. Ордером Румянцева-Задунайського від 31.V. 1765 року пошта запроваджувалася на всій території Лівобережної України.
Піклуванням полковника Полтавського полку Івана Черняка у 1720 році з'явилась пошта й у Полтаві.
Згодом по території Полтавської губернії проходили п'ять з дев'яти поштових трактів(загальною довжиною 2358 верст) України:
1. Глухів — Полтава (через Ярославці, Мушину, Кноптоп, Стародубівку, Хмелівку, Ромни, Липову ДОлину, Гадяч, Зінків, Опішню, Стасівці),
2. Полтава — Київ (через Стасівці, Опішню, Борок(Бірки), Ковалівку, Миргород, Кибинці, Лубни, Черевки, Яблунів, Перервинці, Капустинці, Переяслва, Бориспіль, Княжища),
3. Глухів — Переяслав (через Стасівці, Мушину, Конотоп, Голіопки, Єрошіву, Іваниці, Прилуки, Яблунів, Яготин),
4. Ромни — Лубни (через Глинськ, Лохвицю, Окопи),
5. Полтава — Чернігів (через Стасівці, Опішню, Борок(Бірки), Ковалівку, Миргоод, Кибинці, Лубни, Біївці, Куріньку, Журавку, Прилуки, Монастирище, Ніжин, Мрин, Ольшівку)

Крім населенних пунктів, які знаодилися на головних поштових трактах, листи розвозилися і в навколишні міста і села. Вказувався точно час прибуття та відправлення пошти до головних кінцевих пунктів.
Пошта відправлялася двічі на тиждень в точно обумовлений час. Швидкість пересування пошти, якщо зважити на бездоріжжя, була встановленна досить висока (у середньому 7 верст на годину). Так, відстань від Глухова до Полтави (292 версти) мала долатися за 39 годин. Підтримання поштових трактів у належному стані покладалося на місцеву владу.
Полтавською поштою керував пошт-директор. Поштові станції обслуговувалися поштмейстерами і листоношами. Листонош і коней надавали козацькі полки.
В кінці XVIII століття в розпорядженні Головного поштових справ управління було створено чотири поштамти: Петербурзький, Московський, Малоросійський і Прикордонний. Малоросійський поштамт був створений відповідно до Височайшого указу про реорганізацію Київської обер-почтмейстерської контори в поштамт з передачею йому усіх губернських контор і поштових станцій на території України. Після указу від 27 лютого 1802 року, відповідно до якого Малоросійська губернія розділялася на Полтавську і Чернігівську, було прийняте рішення про перенос частини центральних установ Малоросійської губернії в Полтаві. Малоросійський поштамт спочатку планувалося побудувати в Чернігові, але завдяки клопотанню генерал-губернатора князя Олексія Куракіна був одержаний дозвіл будувати поштамт також у Полтаві. У 1809 році в на центральній площі Полтави був побудований будинок Малоросійського поштамту — це була одна з перших споруд ансамблю Круглої площі.
У першій половині XIX сторіччя система поштового зв'язку суттєво розширилась. На той час через Полтаву проходило чотири тракти — на Харків, Кобеляки, Зіньків і Кременчук, якими постійно їздили з казеною та купецькою поклажею, з середньою кількістю обозів і транспортів.
Через Кременчук пролягало 3 тракти:
1. Москва-Кременчук-Таврида-Миколаїв-Одеса-Херсон;
2. Кременчук-Петербург-Таврида;
3. Київський через Градизьк-Золотоношу(міжселищний, полоьовий, якій з'єднувався у Кременчуцькому повіті з двома першими).

По цих трактах проїздили і казенні і купецьки обози, транспорти, а по двох перших і різні військові команди.
Київський тракт вів на заштатне м.Градизьк, через який пролягало 2 головних тракти: із Києва через Кременчук на Таврію, до Херсону, Одеси, Миколаїва, шлях, що виділявся з Київського тракту і вів від Градизька на Хорол. Цим шляхом оболиво багато транспортів, обозів проходило з сіллю та рибою.
Через м. Золотоношу пролягав один головний тракт, який з'єднував Київ з Таврією.
Через Кобеляки пролягало 3 головні тракти, яки вели до донских станиць і приморських берегів:
1. на Полтаву;
2. на Кременчук;
3. на Катеринослав.

Через Констянтиноград (нині Красноград Харківської області) пролягало 4 головні тракти: з Полтави та Кобеляк на Харків і Катеринослав.
Через Миргород пролягало 5 трактів: на Лубни, Лохвицю, Зіньків, Полтаву, Хорол.
Через Лубни 4-ма головними трактами відбувалися постійні проїзди з казеними та купецькими вантажами обозів і транспортів: на Пирятин, Лохвицю, Миргород, Хорол.
Через Пирятин йшло 5 головних трактів: на Лубни, Золотоношу, Переяслав, Прилуки, Лохвицю.
Через Лохвицю теж пролягало 5 поштових трактів: Роменський, Гадяцький, Миргородський, Лубенський, Прилуцький.
Через Хорол йшло 3 головні тракти: Полтавський, Кременчуцький, Лубенський.
Через Переяслав пролягало 4 головні тракти: Стовбовий (з'єднував Москву з Тавридою, який вів від Золотоноші йшов через Переяслав); з Переяслава на Пирятин, з Переявлава на Лубни, з Переяслава на Київ (через м.Богуслав).
Через Прилуки йшло 5 головних трактів: Ніженський, Пирятинський, Роменський, Переяславський на Київ, Конотопський.
Через Ромни проходило 4 головних тракти: на Чернігів — Ніжин, Прилуки, Гадяч, Лохвицю.
Через заштатне м. Глинськ пролягав один головний тракт — із Ромен на Лохвицю.
Через Полтаву возили пошту із Санкт-Петербурга в Крим. Для початку XIX століття поштамт був досить складним підприємством зв'язку, яке здійснювало прийом не тільки листівок, а й пакетів і посилок. Діяли канцелярія поштамту, рахункова експедиція, експедиція прийому грошей і посилок, іноземна, секретна експедиції тощо. Але губернський поштамт пропрацював у Полтаві недовго — у 1822 році він був переведений до Чернігова.
Кроком вперед у розвитку поштового зв'язку, підвищення його оперативності стало створення поштово-телеграфних контор. Полтавська поштово-телеграфна контора, відкрита 1855 (відповідно до Положення про організацію зв'язку від 28.V.1855 р.) року входила до складу Катеринославського поштово-телеграфного округу, ліквідованого у 1919 році. Цьому органу був підпорядкований і Полтавський поштамт, який має свою власну і досить цікаву історію.

## Будинок головпоштамту

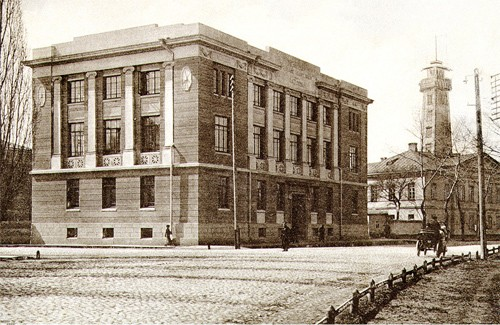
Полтавська жіноча художньо-реміснича школа імені С. С. Хрульова

На тому місці, де зараз центральний вхід до поштамту, до війни стояв маленький півтораповерховий будиночок повітових державних установ з кінним поштовим двором. Ліворуч, на розі з Протопопівським провулком (нині вулиці 1100-ліття Полтави) у 1911–1913 роках була побудована художньо-ремісничого училища імені Хрульова у формах модерну, яка внесла серйозний дисонанс в ансамбль Круглої площі. Під час війни будинок повітових державних установ майже повністю було зруйновано, а будинок Хрульова хоч і постраждав, але залишився.
У 1958 році на місці повітових державних установ з використанням залишків ремісничої школи за проектом архітекторів Д. С. Бойченка, Д. С. Вероцького і З. П. Марченка споруджено Полтавський будинок зв'язку. Будинок художньо-ремісничої школи органічно включили до загальної композиції новопроектованого поштамту. А його стилістику, декор та елементи фасаду змінили на класицистичні.
Будинок Головпоштамту вирішено у стильових формах класицизму початку XIX століття із збереженням спільного для всіх споруд площі характеру фасадних членувань. Будинок мурований, симетричний. Головний вхід акцептовано шестиколонним портиком іоничного ордера, який увінчано трикутним фронтоном. Будинок Головпоштамту органічно завершив ансамбль Круглої, строго витриманий в єдиному стилі.

## Підприємство
Сьогодні Полтавський Головпоштамт — підприємство «Центр поштового зв'язку № 1» Полтавської дирекції ПАТ «Укрпошта» Міністерства інфраструктури України.
Підприємство надає такі послуги:
- Пересилання внутрішніх поштових відправлень
  - Пересилання поштових карток.
  - Пересилання листів.
  - Пересилання бандеролей.
  - Пересилання секограм.
  - Пересилання посилок.
- Пересилання міжнародної поштової кореспонденції
  - Поштові картки
  - Листи
  - Секограми
  - Бандеролі
  - Відправлення з оголошеною цінністю
  - Дрібні пакети
  - Мішки «М»
  - Посилки
- Супутні послуги поштового зв'язку
  - знайдення та /або зазначення поштового індексу
  - наклеювання марок, вкладення паперу у конверт,
  - зважування, тарифікація листів і бандеролей, відправниками яких є юридичні особи
  - ремонт маркувальних машин; абонементних скриньок, шаф та абонентських поштових скриньок;
  - надання у користування абонементних скриньок;
  - зберігання, написання адреси, заповнення супровідної документації, розшук поштових відправлень, приймання заяви, упакування;
  - ксерокопіювання, ламінування, сканування;
  - повідомлення — запит про вручення поштових відправлень (поштових переказів);
  - послуги з митного оформлення.
- Розповсюдження вітчизняних та закордонних періодичних видань
- Кур'єрська доставка:
- Фінансові послуги:
  - Поштові перекази в межах України
  - Поштові перекази за межі України
  - Грошові перекази за міжнародними платіжними системами
  - Виплата і доставка пенсій, грошової допомоги
  - Приймання платежів
  - Видача готівкових гривень
  - Продаж електронних ваучерів
  - Поповнення рахунків, зняття грошей з електронних гаманців платіжної системи «ГлобалМані»
  - Приймання платежів через Інтернет

Поштовий індекс — 36000.